# فردریک لونوار
فردریک لونوار، (فرانسوی: Frédéric Lenoir‎) یک نویسنده فرانسوی است.

## زندگی‌نامه
وی در ۳ ژوئیه ۱۹۶۲ در خانواده‌ای فرانسوی در ماداگاسکار به دنیا آمد. در دو سالگی به همراه والدین خود به فرانسه بازگشت. پدرش رنه لونوار در کابینه والری ژیسکاردستن، دبیر امور اجتماعی بود. فردریک در سیزده سالگی با خواندن رساله «ضیافت» افلاطون با فلسفه آشنا شد و در سال‌های پس از آن به مطالعه آثار پیش-سقراطی، اپیکور، رواقیون و ارسطو مالوف گشت. در ابتدای دهه ۱۹۸۰ تحت تأثیر آثار کارل گوستاو یونگ قرار گرفت و در عین حال به بررسی طریقه‌های عرفانی و دینی پرداخت. لونوار پس از اخذ دیپلم در دانشگاه فریبورگ سوییس به تحصیل پرداخت و در آنجا به دیدار لویناس و ماری دومینیک فیلیپ نائل گردید. این دیدارها سبب شد تا با جامعة مذهبی سَنت جان که در سال ۱۹۷۵ تأسیس شده بود، آشنا گردد. لونوار در حالیکه تحت تأثیر پیام کتاب‌های دینی قرار گرفته بود، سه سال دیگر را نیز در آنجا برای ادامه تحصیل در فلسفه سپری نمود. در ۱۹۸۶، رسالة دکترای جامعه‌شناسی خود را در باب «بودیسم و غرب» در دانشکده عالی مطالعات اجتماعی شروع کرد و در سال ۱۹۹۹ موفق به اخذ تأیید از هیئت داوران به اتفاق آرا گردید.
در سال ۱۹۸۶ به عنوان سر دبیر ادبی انتشارات Fayard مشغول به کار شد سِمَتی که در سال ۱۹۹۱ از آن کناره گرفت تا به عنوان عضو هیئت علمی در دانشکده مطالعات عالی علوم اجتماعی مشغول گردد. سپس از سال ۱۹۹۶ تا ۲۰۰۶ با چند نشریه مختلف و معتبر فرانسوی همکاری کرد و از ۲۰۰۹ تا ۲۰۱۶ تهیه کنندگی، و به همراه لیلی انور اجرای برنامه‌ای با عنوان du ciel Les raciness را در رادیو فرهنگ فرانسه بر عهده داشته‌است، برنامه‌ای که به امور معنوی و عوالِم روحانی می‌پردازد.

## کتاب‌ها و آثار
فردریک لونوار، نویسنده بیش از چهل کتاب و سرپرست سه دائرةالمعارف بوده‌است. کتاب‌های او به بیش از بیست زبان زنده دنیا ترجمه شده‌است. براساس طبقه‌بندی هفته‌نامه L’Obs وGFK مؤسسه تحقیق بر روی مصرف، لونوار روشنفکری فرانسوی است که بیشترین کتاب را طی پنج سال گذشته فروخته‌است.نیویورک (مجله) کتاب مزبور را "ترغیب برانگیز" خواند و وال استریت ژورنال در مورد این کتاب نوشت "راهنمایی سرگرم‌کننده و صمیمی در مورد خوشبختی. روزگاری ژاک پرور نوشت که "خوشبختی را از صدایی که موقع رفتنش ایجاد می‌کند، می‌شناسم." آقای لونوار منتهای سعی خود را می‌کند تا به ما کمک کند که صدای خوشبختی را در حین وارد شدنش بشنویم."

## آثار ترجمه شده به فارسی
- سقراط، عیسی، بودا: سه آموزگار زندگی، ترجمۀ قدرت‌الله مهتدی،انتشارات فرزان روز ۱۳۹۳
- قلب بلورین، ترجمۀ پروین طهماسبی، انتشارات فکر آذین ۱۳۹۶
- خوشبختی در پیش رو، ترجمۀ هوشمند دهقان، انتشارات پیام امروز ۱۳۹۶
- خوشبختی سفری فلسفی، ترجمۀ ریحانه رئیس الساداتی، انتشارات دانژه ۱۳۹۹